# Bettagerahalli, Mulbagal
Bettagerahalli là một làng thuộc tehsil Mulbagal, huyện Kolar, bang Karnataka, Ấn Độ.